# Matths Falk (ämbetsman)
Matths Albert Falk, född den 1 januari 1834 i Örebro, död den 7 juni 1918 i Stockholm, var en svensk ämbetsman.
Falk avlade kameralexamen i Uppsala 1855 och hovrättsexamen där 1864. Han blev länsnotarie i Stockholms län 1872 och var landssekreterare där 1885–1905. Falk blev riddare av Nordstjärneorden 1889 och kommendör av andra klassen av samma orden 1899.